# Rhabdomastix (Lurdia) setigera
Rhabdomastix (Lurdia) setigera is een tweevleugelige uit de familie steltmuggen (Limoniidae). De soort komt voor in het Nearctisch gebied.